# Recent Songs
| 전문가 평가              | 전문가 평가 |
| 평가 점수                | 평가 점수   |
| 출처                     | 점수        |
| ------------------------ | ----------- |
| AllMusic                 | [ 1 ]       |
| Christgau's Record Guide | B           |
| Rolling Stone            | mixed       |

《Recent Songs》는 캐나다의 싱어송라이터 레너드 코언이 1979년 9월 27일에 발매한 여섯 번째 스튜디오 음반이다. 헨리 루이와 함께 코언이 프로듀싱한 이 곡은 필 스펙터가 주도한 《Death of a Ladies' Man》 실험 이후 그의 평범한 어쿠스틱 포크 음악 사운드로 돌아왔지만, 지금은 많은 재즈 및 오리엔트의 영향을 받았다.

## 녹음 및 구성
코언의 경력에 대한 최악의 평가를 받을 수 있는 요란하게 녹음된 음반인 필 스펙터와 함께 《Death of a Ladies' Man》을 녹음한 후, 코언은 조니 미첼과 정기적으로 작업했던 독일인 헨리 루이로부터 도움을 받아 다음 음반을 직접 프로듀싱하기로 결정했다. 이 음반에는 집시 바이올린 연주자 라피 하코피안, 영국의 현악 편곡자 제레미 러벅, 아르메니아의 우드 연주자 존 빌레지크젠, 멕시코의 마리아치 밴드까지 참여했다. 오랜 코언의 공동작업자 제니퍼 원스가 보컬 트랙에 두각을 나타냈다. 코언이 미첼을 통해 만난 밴드 패신저의 멤버들이 4곡의 곡을 연주했다. 더 밴드의 가스 허드슨도 이 음반에 참여했다.
스펙터가 지배하는 《Death of a Ladies' Man》에서 확연히 드러나는 사이코드라마와 달리 1979년 봄 할리우드의 A&M 스튜디오에서 녹음된 《Recent Songs》는 그에 비하면 명쾌하게 들린다. 《Leonard Cohen: A Remarkable Life》에서 우드 연주자 존 빌레지크젠은 작가 앤서니 레이놀즈에게 "오후부터 세션이 시작되었고 저녁 시간까지 진행되었습니다. 제가 본 바로는 술도 안 마시고 방문객도 없어요. 적당한 시간에 끝났어요. 이른 시간까지 일하지 않고요. 내가 하고 싶은 건 뭐든 하게 놔뒀어요. 그는 나의 음악성을 신뢰했어요. 그는 마이크와 헤드폰을 들고 있었고, 우리는 각자 다른 부스에 연결되어 있었고, 우리는 듣고 우리의 역할을 추가했습니다." 이 음반은 대체로 어쿠스틱하고 동양적인 풍미를 가졌으며, 제니퍼 원스와 코언이 가장 좋아하는 음악적 협력자 중 한 명이 된 신예 샤론 로빈슨의 노래로 보강되었다.

## 커버 아트
음반 커버에 있는 코언의 그림은 예술가 다이앤 로렌스가 그린 것이다. 사진작가 헤이즐 필드가 2001년 레너드 코언의 라이브 음반 《Field Commander Cohen: Tour of 1979》를 위해 찍은 음반 커버 초상화에서 영감을 받았다. 〈The Guests〉는 코언의 1983년 TV용 단편 뮤지컬 《아이 엠 어 호텔》의 오프닝 곡으로, 내레이션의 일부로 〈The Gypsy's Wife〉도 포함될 예정이다.

## 곡 목록
모든 곡들은 특별한 언급이 없는 한 레너드 코언에 의해 작사/작곡하였다.
| #  | 제목                                       | 작사·작곡               | 재생 시간 |
| -- | ------------------------------------------ | ----------------------- | --------- |
| 1. | 〈The Guests〉                             |                         | 6:40      |
| 2. | 〈Humbled in Love〉                        |                         | 5:15      |
| 3. | 〈The Window〉                             |                         | 5:56      |
| 4. | 〈Came So Far for Beauty〉                 | 코언, 존 리사워         | 4:04      |
| 5. | 〈The Lost Canadian (Un Canadien errant)〉 | 민요, 앙투안 제랭라조이 | 4:42      |

| #  | 제목                          | 재생 시간 |
| -- | ----------------------------- | --------- |
| 1. | 〈The Traitor〉               | 6:16      |
| 2. | 〈Our Lady of Solitude〉      | 3:13      |
| 3. | 〈The Gypsy's Wife〉          | 5:13      |
| 4. | 〈The Smokey Life〉           | 5:19      |
| 5. | 〈Ballad of the Absent Mare〉 | 6:26      |